# Cronologia relativa
Una cronologia relativa è in archeologia la conoscenza della successione relativa di tesori, ritrovamenti o eventi, come può derivare, per esempio da una stratigrafia o da una corologia.
Lo spostamento di una cronologia relativa con altri metodi sul nostro calendario porta ad una cronologia assoluta.
La cronologia relativa risponde alla domanda, se un determinato oggetto è più antico o recente di un altro.